# Хилл, Бернард
Берна́рд Хилл (англ. Bernard Hill; 17 декабря 1944, Манчестер — 5 мая 2024, Лондон) — британский актёр кино и телевидения. За свою почти пятидесятилетнюю карьеру он сыграл много ролей в кино, театре и на телевидении. Наиболее известен по роли капитана Эдварда Джона Смита в фильме «Титаник», короля Теодена в кинотрилогии «Властелин колец» и ректора тюрьмы Сан-Квентин в драме «Настоящее преступление». Хилл являлся единственным актёром, снявшимся более чем в одном фильме, награждённом 11 статуэтками Оскар («Титаник», «Властелин колец: Возвращение короля»).

## Биография
Бернард Хилл родился 17 декабря 1944 года в Блэкли, Манчестер. Учился в Ксаверианском колледже, позже поступил в Манчестерскую политехническую школу драмы, которую окончил с дипломом в 1970 году.
Впервые Хилл получил известность в Великобритании после роли Йоссера Хьюза в телевизионном сериале «Парни из Блэкстаффа». Фраза его героя «Дайте нам работу» стала популярной у протестующих в борьбе против правительства Маргарет Тэтчер из-за высокого уровня безработицы. Эта роль принесла Хиллу многочисленные премии, которая, как он говорил, «вела его к безумию». В 1982 году он сыграл сержанта Путнема в фильме «Ганди» режиссёра Ричарда Аттенборо. Картина получила премию Оскар. Затем Бернард Хилл появился в фильме 1984 года «Баунти», четвёртой постановке о бунте на корабле «Баунти». Также, в 1982 году он сыграл охранника императора Калигулы в телесериале «Я, Клавдий». В 1985 году Хилл появился в экранизации драмы Джона Леннона Путешествие в жизнь. Также, он снялся в эпизоде комедии «Вишнёвый сад» и в пьесе «Макбет». В 1989 году Бернард получил признание критиков за исполнение Джо в постановке «Ширли Валентайн». Позже, он сыграл заметные роли в фильмах «Лунные горы» (1990), «Скаллагригг» (1994) и «Кожа Мадагаскара» (1995). В середине 1990-х Хилл начал появляться в фильмах более часто. Его первой главной ролью стал фильм 1996 года «Призрак и Тьма», вместе с Вэл Килмером и Майклом Дугласом. Но наиболее востребованным актёром Хилл стал после роли капитана Эдварда Джона Смита в фильме «Титаник», который стал самым кассовым. В 2002 году Бернард сыграл Филоса в фильме «Царь скорпионов», вместе с Дуэйном Джонсоном, Майклом Кларком Дунканом и Келли Ху. Позже, он снялся в роли короля Теодена в кинотрилогии Питера Джексона «Властелин колец».

### Смерть
Скончался рано утром 5 мая 2024 года в возрасте 79 лет.

## Личная жизнь
Бернард Хилл проживал в Ипсуиче, графство Саффолк, Великобритания. В прошлом имел отношения с актрисой Кэти Бейтс. Был женат, имел сына по имени Гэбриэл.

## Избранная фильмография
| Год       |     | Русское название                    | Оригинальное название                         | Роль                     |
| --------- | --- | ----------------------------------- | --------------------------------------------- | ------------------------ |
| 1976      | ф   | Судебный поединок                   | Trial by Combat                               | Фредди                   |
| 1978      | ф   | Возвращение моряка                  | The Sailor's Return                           | Картер                   |
| 1978      | с   | Тунеядцы «Играй сегодня»            | The Spongers «Play for Today»                 | Салливан                 |
| 1982      | ф   | Ганди                               | Gandhi                                        | сержант Путмен           |
| 1983      | док | Возведение круга в квадрат          | Squaring the Circle                           | Лех Валенса              |
| 1984      | ф   | Бегуны                              | Runners                                       | Тревор Филд              |
| 1984      | ф   | Баунти                              | The Bounty                                    | Уильям Коул              |
| 1984      | ф   | Цепочка                             | The Chain                                     | Ник                      |
| 1985      | ф   | Не сдаваться                        | No Surrender                                  | Бернард                  |
| 1985      | ф   | Беспокойные местные                 | Restless Natives                              | отец Уилла               |
| 1986      | ф   | Новый Свет                          | New World                                     | Джон Биллингтон          |
| 1987      | ф   | Беллмен и Тру                       | Bellman and True                              | Хиллер                   |
| 1988      | ф   | Отсчёт утопленников                 | Drowning by Numbers                           | Генри Мэджетт            |
| 1989      | ф   | Ширли Валентайн                     | Shirley Valentine                             | Джо Брэдшоу              |
| 1990      | ф   | Лунные горы                         | Mountains of the Moon                         | Дэвид Ливингстон         |
| 1992      | с   | Второй экран "Повелитель Закона"    | Screen Two "The Law Lord"                     | Мартин Оллпорт           |
| 1992      | ф   | Дабл Х: Название игры               | Double X: The Name of the Game                | Игнатиус «Игги» Смит     |
| 1993      | ф   | Пастырь на скале                    | Shepherd on the Rock                          | Тэм Ферье                |
| 1993      | док | Употребление наркотиков и искусство | Drug-Taking and the Arts                      | Ведущий и рассказчик     |
| 1994      | с   | Второй экран "Скаллагригг"          | Screen Two "Skallagrigg"                      | Джон                     |
| 1995      | ф   | Первый рыцарь                       | First Knight                                  | Рыцарь                   |
| 1995      | ф   | Мадагаскарская кожа                 | Madagascar Skin                               | Флинт                    |
| 1996      | ф   | Призрак и Тьма                      | The Ghost and the Darkness                    | Дэвид Готорн             |
| 1996      | ф   | Ветер в ивах                        | The Wind in the Willows                       | водитель автомобиля      |
| 1997      | ф   | Титаник                             | Titanic                                       | Эдвард Джон Смит         |
| 1998      | ф   | Потеря сексуальной невинности       | The Loss of Sexual Innocence                  | отец Сьюзен              |
| 1999      | ф   | Криминал                            | The Criminal                                  | Детектив-инспектор Уокер |
| 1999      | ф   | Настоящее преступление              | True Crime                                    | Люнтер                   |
| 1999      | ф   | Сон в летнюю ночь                   | A Midsummer Night's Dream                     | Эгей, отец Гермии        |
| 2000      | ф   | Да будешь ты благословлен           | Blessed Art Thou                              | Фредерик                 |
| 2000      | ф   | Эйзенштейн                          | Eisenstein                                    | Сталин(Голос)            |
| 2000      | ф   | Облажаться по-крупному              | Going Off Big Time                            | Мюррей                   |
| 2002      | ф   | Царь скорпионов                     | The Scorpion King                             | Филос                    |
| 2002      | ф   | Властелин колец: Две крепости       | The Lord of the Rings: The Two Towers         | Теоден                   |
| 2003      | ф   | Властелин колец: Возвращение короля | The Lord of the Rings: The Return of the King | Теоден                   |
| 2003      | ф   | Ребята из графства Клэр             | The Boys from County Clare                    | Джон Джо                 |
| 2003      | ф   | Готика                              | Gothika                                       | Фил Парсонс              |
| 2004      | ф   | Сделка                              | The Deal (2004)                               | Виктор                   |
| 2004      | ф   | Уимблдон                            | Wimbledon                                     | Эдвард Кольт             |
| 2005      | ф   | Лига джентльменов: Апокалипсис      | The League of Gentlemen's Apocalypse          | Вильгельм III            |
| 2006      | ф   | Дивизия радости                     | Joy Division                                  | Деннис                   |
| 2006      | ф   | Короли аферы                        | Save Angel Hope                               | Oscar Kurz               |
| 2007      | ф   |                                     | Exodus                                        | Pharoah Mann             |
| 2008      | ф   | Операция «Валькирия»                | Valkyrie                                      | генерал в пустыне        |
| 2009      | ф   | Франклин                            | Franklyn                                      | Эссер                    |
| 2012      | мф  | Паранормальный Норман               | ParaNorman                                    | судья                    |
| 2015      | ф   |                                     | North v South                                 | John Claridge            |
| 2015—2015 | с   | Волчий зал                          | Wolf Hall                                     | герцог Норфолк           |
| 2016      | ф   | Золотые годы                        | Golden Years                                  | Артур Гуд                |
| 2016      | ф   |                                     | Interlude City of a Dead Woman                | Richard                  |
| 2023      | ф   |                                     | Forever Young                                 | Oscar Smith              |
| 2023      | ф   | Болото                              | The Moor                                      | Торнли                   |